# Jenskær
Jenskær og Jenskær Sø ligger i bunden af den markante Thorsødalen, vest for Thorsø mellem Silkeborg Vesterskov og Rustrup Skov i Silkeborg Kommune. Jenskær Sø var oprindeligt et engareal, som i 1950’erne blev omdannet til den kunstige sø ved bygning af en dæmning. Den øvrige del af området er også tidligere enge, som længe har været under tilgroning med træer og buske og efterhånden har udviklet sig til mose. I de mere frodige områder opstår elleskov, mens de fattigere kærområder mest rummer dun-birk, pil og pors. 
Ved afløbet i østenden af Jenskær Sø blev deri 2000 etableret et omløbsstryg. Nedenfor søen blev der samtidig etableret et okkerbassin i forbindelse med
store vældkilder i dalens sydside, som hører
med i det samlede §3 naturområde. 
Området vest for dæmningen og ved Thorsø er udlagt som urørt naturskov. Området rummer
endnu åbne partier, særligt i den brede tilgroningssump omkring Jenskær Sø. Dele af området er udlagt under Naturskovsstrategien, noget stævningsskov, mens andet er med plukhugst.
Jenskærdalen har gode bestande af flere arter af orkideer, bl.a. står der på sydsiden af dalen en stor bestand af Hjertebladet Fliglæbe. Da området er udpeget til urørt skov, forventes det, at denne bestand vil blive skygget ihjel, hvis ikke der tyndes for dem, men dette forudsætter en ændring ved revision af naturskovsstrategien.